# Cors i Danses d'Espanya
Coros y Danzas de España era una organització franquista fundada l'any 1939, dins de la Secció Femenina de FET i de les JONS.
En els seus inicis l'organització es va dedicar a recollir, recuperar i conservar el folklore —especialment els cants i balls— en perill de desaparició en molts llocs, cercant-ne la rehabilitació i arrelament en la seva forma més pura i original. Alhora, el règim franquista va emprar «Cors i Danses» com un instrument propagandístic d'unitat nacional, que alhora representaria internacionalment la bona voluntat del règim.
A partir del 1942 es va començar a realitzar gires a l'exterior per a exportar «autèntic folklore espanyol», recollint alguns èxits internacionals. Durant la Segona Guerra Mundial van participar en diversos festivals de l'Alemanya nazi. En clau interna, l'organització va permetre a moltes dones de l'època viatjar per Espanya i l'estranger. L'organització va continuar existint després de la dissolució de la seva matriu, la Secció Femenina, el 1977.